# 小島健司
小島 健司（こじま けんじ、1948年 - ）は、日本の経営学者。神戸大学経済経営研究所特命教授。
主な研究領域は企業ガバナンス。現在の研究課題は企業統治に関する理論的・実証的研究。

## 略歴
滋賀県出身。1966年（昭和41年）3月 - 滋賀県立膳所高等学校卒業。1970年（昭和45年）3月 - 神戸大学経営学部卒業。
1975年（昭和50年）6月 - ノースウェスタン大学経営大学院修士課程修了（M.M.取得）。1979年（昭和54年）3月 - 神戸大学大学院経営学研究科博士後期課程単位修得退学。1970年（昭和45年）4月 - 松下電器産業株式会社。
1977年（昭和52年）4月 - 南山大学経営学部助手。1979年（昭和54年）4月 - 同講師。1981年（昭和56年）4月 - 同助教授。
1983年（昭和58年）4月 - 同大学退職、神戸大学経済経営研究所助教授。1999年（平成11年）5月 - 同教授。2012年（平成24年）4月 - 同特命教授。

## 著書
- 『成熟型消費市場のマーケティング 市場創造と競争の戦略』日本経済新聞社 1985年
- 『比較取引制度分析序説』神戸大学経済経営研究所 2012年

翻訳
- Philip Kotler, Keith K.Cox 『マーケティングー管理と戦略』共訳 丸善 1982年

### 活動
- 「流通研究」 編集委員（日本商業学会）
- 神戸市消費者保護委員
- 神戸市消費者苦情処理委員
- 1998年3月、第15回村尾育英会学術奨励賞受賞（企業組織の比較経済分析）